# Hugh Ward
Hugh Kingsley Ward (17 de septiembre de 1887 – 22 de noviembre de 1972) fue un bacteriólogo australiano. Profesor Bosch de bacteriología en la Universidad de Sídney de 1935 a 1952, fue el maestro de una notable generación de investigadores médicos. Como remero, compitió para Australasia en la olimpiada de verano de 1912.

## Información personal
Ward nació en Petersham, Nuevo Gales del Sur en 1887. Su padre Frederick, fue editor del Sydney Mail y luego del Daily Telegraph. Ward era el más joven de ocho hijos. En mayo de 1927, se casó con la bibliotecaria Constance Isabella Docker, hija del juez del tribunal de distrito Ernest Brougham Docker. Ward y su mujer tuvieron un hijo y una hija.
Falleció en el Hospital de Sídney en 1972.

## Educación
Ward concurrió a la Escuela de Gramática de Sydney. En 1910, se graduó por la Universidad de Sídney en Medicina. En 1911 se le otorgó una Beca Rhodes en el New College de Oxford. En 1913 se diplomó en antropología y salud pública.

## Carrera
En 1911, Ward comenzó a trabajar como médico residente en el Hospital de Sídney. Entre 1923 y 1924 permaneció en la Universidad de Harvard gracias a una Beca Rockefeller. De 1926 a 1934, fue profesor ayudante de bacteriología en la Universidad de Harvard. En 1935 regresó a Australia y fue profesor Bosch de Bacteriología en la Universidad de Sídney hasta 1952. Fue el maestro de destacados investigadores médicos, como Donald Metcalf, Gustav Nossal y Jacques Miller. De 1952 a 1969, fue jefe médico de la organización de transfusiones de sangre de la Cruz Roja.

## Historial militar
Recién iniciada la Primera Guerra Mundial, el 5 de agosto de 1914 Ward fue nombrado teniente de la Reserva Especial del Cuerpo Médico del Ejército Británico, llegando a Francia desde Inglaterra una semana más tarde. En 1916, fue herido en Francia. En 1916, se le otorgó la Cruz Militar por atender a heridos en el frente de batalla. En junio de 1917, Ward fue hecho prisionero por el Ejército Alemán en Nieuport, Bélgica.
Fue promovido post mortem al grado de Capitán en abril de 2015.

## Remero
Ward remó para el New College de la Universidad de Oxford contra el Club de Remo de Sídney en la Real Regata de Henley. Los ocho remeros de Sídney ganaron la Grand Challenge Cup. Ward reemplazó a Keith Heritage en el ocho de Sídney para competir en la olimpiada de verano de 1912. También remó para la Universidad de Oxford en 1913 y 1914.
En 1967, la universidad de Sídney lo honró abriendo el Gimnasio HK Ward.